# Domiar
Domiar – podatek uznaniowy, nakładany uznaniowo na podatnika przez urząd skarbowy. Oficjalnie wprowadzono go w PRL po II wojnie światowej. Był narzędziem władz socjalistycznych pozwalającym na wymuszanie dodatkowych, czasami niezwykle wysokich opłat od prywatnych przedsiębiorców, ponad opłaty wynikające z ksiąg handlowych i przepisów.
Teoretycznie domiar naliczano, gdy stwierdzono nieprawidłowo prowadzoną księgowość firmy, ukrywającą dochody, lub zawyżającą koszty, w praktyce było to narzędzie do niszczenia tak zwanej „prywatnej inicjatywy”.
Choć obecnie domiar nie istnieje prawnie, to termin „domiar” bywa nadal używany na określenie niesprawiedliwego, niespodziewanego podatku.
Jak pisał Zygmunt Wiśniewski (Gazeta Lekarska 2005-04):

Lato w roku 1946 przeszło spokojnie, ale jesień przyniosła kolejne zagrożenie.
„Dnia 13 listopada w lokalu Izby Lekarskiej w Warszawie odbyło się spotkanie lekarzy w sprawie podatku domiarowego.” Pojawiła się więc nowa szykana – podatek domiarowy, którym nękano i niszczono wtedy wszystkie środowiska ludzi z obszaru wolnorynkowego, a zwłaszcza rzemieślników i wolne zawody. „Przedstawiciele Izby Lekarskiej stwierdzili, że ustalone przez Izbę Skarbową dochody są kilkakrotnie wyższe od zeznanych, ustalone zaś podatki są wyższe od dochodów. Odliczenia kosztów własnych nie są brane pod uwagę, co stwarza katastrofalną sytuację dla rentgenologów, analityków i chirurgów. Termin 14-dniowy odwołań nie jest dotrzymywany i już następnego dnia po wręczeniu „domiaru” ulegają zajęciu narzędzia pracy.”

Podatek domiarowy, w pełni uznaniowy, zależny od widzimisię urzędnika skarbowego, był bezprawnym wymysłem służącym niszczeniu ludzi zarabiających na tzw. wolnym rynku. Był de facto zapowiedzią oskarżenia o oszustwo skarbowe. Kto płacił – pośrednio przyznawał się do winy; kto się ociągał lub odwoływał – podlegał nakazom egzekucyjnym i dochodzeniom prokuratorskim.